# Cirrospilus alternatus
Cirrospilus alternatus är en stekelart som beskrevs av Boucek 1977. Cirrospilus alternatus ingår i släktet Cirrospilus och familjen finglanssteklar. Inga underarter finns listade i Catalogue of Life.